# راما ۲
راما ۲ نام رُمانی در گونهٔ علمی-تخیلی است که در سال ۱۹۸۹ میلادی به قلم جنتری لی و آرتور سی. کلارک نگاشته شد. راما ۲ در ادامهٔ اثر دیگر کلارک به نام میعاد با راما نگاشته شده‌است. این اثر توسط عبدالله نورایی به فارسی ترجمه شده‌است.
کتاب‌های «میعاد با راما» و «راز راما» در ایران توسط نشر هرمس منتشر شده‌است.